# Eulasia kordestana
Eulasia kordestana är en skalbaggsart som beskrevs av Mitter 2004. Eulasia kordestana ingår i släktet Eulasia och familjen Glaphyridae. Inga underarter finns listade i Catalogue of Life.